# Линдстедт, Роза
Ро́за Ли́ндстедт (фин. Rosa Lindstedt; род. 24 января 1988, Юлёярви, Хяме) — финская хоккейная защитница и тренер. В составе сборной Финляндии двукратный бронзовый призёр зимних Олимпийских игр (2010, 2018), серебряный призёр чемпионата мира 2009 года и трёхкратный бронзовый призёр чемпионата мира (2011, 2015 и 2017).

## Биография
Мать Розы — двоюродная сестра финского греко-римского борца Марко Аселля, серебряного призёра Олимпиады в Атланте. Заниматься хоккеем Розу вдохновил её отец; она начала играть в команде мальчиков с 8 лет.
Выступала в карьере за клубы «Ильвес» (Юлёярви), «Таппара» (Тампере), «Ильвес» (Тампере) и ЮП (Ювяскюля). За сборную Финляндии играла на Олимпиадах в Ванкувере, Сочи и Пхёнчхане. Участница чемпионатов мира с 2011 года, бронзовый призёр чемпионатов мира 2011, 2015 и 2017 годов. Перед сезоном 2017/2018 провела 195 матчей, забросила 23 шайбы и отдала 34 голевые передачи.